# Katedra w Ripon
Katedra w Ripon (ang. Ripon Cathedral lub Cathedral Church of Saint Peter and Wilfrid, Kościół Katedralny Świętego Piotra i Wilfrida) – katedra diecezji West Yorkshire i the Dales Kościoła Anglii.
Krypta anglosaska. Kapitularz być może normański, chociaż sklepienie wygląda na XIII wiek. Reszta rozpoczęta przez arcybiskupa Rogera z Pont l'Evegre (1154-1181)i ukończona przez arcybiskupa Waltera Graya (1215-1255); z wyjątkiem wschodnich przęseł prezbiterium, naw bocznych i biblioteki. Chociaż prace arcybiskupa Rogera w Yorku są w stylu późnonormańskim, to tutaj jest w pełni rozwinięty i wyrafinowany wczesny styl gotycki. Wschodnie przęsło prezbiterium, w tym pełne przepychu sedilia (w stylu Lincolnshire-Nottinghamshire-East Riding z około 1320 roku), pochodzą prawdopodobnie z początku XIV wieku. Biblioteka pochodzi także z XIV wieku. Południowa strona zachodnich przęseł prezbiterium przebudowana w XV wieku. Lektorium pochodzi także z XV wieku. Nawa główna poważnie przebudowana i dodane nawy boczne na początku XVI wieku i clerestorium po wschodniej stronie południowego transeptu również prawdopodobnie jest datowane na ten czas. Prace w 1514 roku i ponownie w latach 1520–1521 były prowadzone pod opieką Christophera Scure'a, ówczesnego mistrza murarskiego z Durham. W 1615 roku iglica na wieży przy skrzyżowaniu naw runęła; w 1664 roku iglice na 2 zachodnich wieżach zostały rozebrane. Restauracje w latach 1829–1831, prowadzone przez Edwarda Blore'a; w latach 1843–1844, prowadzone przez Williama Railtona i w 1862 roku przez Sir Gilberta Scotta. Ta ostatnia był najdalej idąca, polegająca szczególnie na usunięciu maswerku z okien na zachodniej fasadzie, dając im ich znany, ale złudny efekt istnienia nieco wcześniej, niż są naprawdę, a to zgodne z zaawansowanym gustem lat. 60. XIX wieku. Wyjątkowym wyposażeniem są stalle w prezbiterium i mizerykordia w stylu Nantwich-Manchester-Lancaster z późnego XV wieku; 2 daty: 1489 i 1494; także wyjątkowa ambona z 1913 roku wykonana przez Harry'ego Wilsona w manierze wczesnego art déco.